# Kendal Castle
Kendal Castle är ett slott i Storbritannien.   Det ligger i grevskapet Cumbria och riksdelen England, i den centrala delen av landet, 400 km nordväst om huvudstaden London. Kendal Castle ligger 90 meter över havet.
Terrängen runt Kendal Castle är kuperad åt nordväst, men åt sydost är den platt. Runt Kendal Castle är det ganska tätbefolkat, med 60 invånare per kvadratkilometer. Närmaste större samhälle är Kendal, 0,75 km väster om Kendal Castle. Trakten runt Kendal Castle består i huvudsak av gräsmarker.